# Каманцев, Владимир Анатольевич
Влади́мир Анато́льевич Кама́нцев (род. 12 мая 1979, Ижевск) — российский следж-хоккеист, вратарь. Выступал за следж-хоккейный клуб «Удмуртия».
В качестве рядового 3-го разведывательного взвода 56-го гвардейского десантно-штурмового полка участвовал во Второй чеченской войне, в ходе боя под Шатоем 20 февраля 2000 года получил два пулевых ранения, последствия одного из которых привели к ампутации левой ноги по голень. В 2011 году, проходя курс реабилитации, увлёкся следж-хоккеем, став выступать на позиции вратаря за команду «Удмуртия» и сборную России. В составе сборной — серебряный призёр зимних Паралимпийских игр 2014 в Сочи; на Играх занял второе место по проценту отражённых бросков после американца Стивена Кэша. Двукратный серебряный призёр чемпионата России по следж-хоккею (2011, 2012), чемпион России и лучший вратарь России 2014 года. Заслуженный мастер спорта России, кавалер ордена Мужества (2000).

## Биография

### Ранние годы
Владимир Анатольевич Каманцев родился 12 мая 1979 года. Единственный ребёнок в семье. Со второго класса школы посещал секцию карате, занимался лыжами, баскетболом и волейболом, а также стал кандидатом в мастера спорта по кикбоксингу. После окончания школы он безуспешно пытался поступить на факультет физкультуры и спорта Удмуртского государственного университета и продолжил своё обучение в ПТУ. После его окончания он устроился на завод модельщиком, где занимался изготовлением формочек на основании деревянных моделей. Он занимался и евроремонтом; имеет квалификацию столяра третьего разряда.
После года работы на заводе он прибыл в военкомат, изъявив желание пройти службу в рядах Вооружённых сил России. Изначально Каманцев хотел служить в одном из подразделений спецназа внутренних войск, но дорогу в эти части ему закрыло наличие судимости у отца, к тому же Владимира отговаривали от службы в спецназе, ссылаясь на то, что он является единственным ребёнком в семье. В качестве альтернативы ему предложили служить в батальоне связи под Сарапулом, но Владимир добился того, чтобы его зачислили в воздушно-десантные войска: на желание служить в ВДВ повлиял его одноклассник Андрей Горбунов, служивший в разведывательной роте и участвовавший в миротворческой миссии в Косово. Владимир выбрал войсковую разведку, говоря о своём выборе так: «Разведчики — народ особый, живут отдельной семьёй и всё делят поровну — радость и горе, иначе во вражеском тылу не выжить».

### Начало военной службы
24 мая 1999 года Каманцев был призван в армию и направлен в 3-й разведывательный взвод 56-го гвардейского десантно-штурмового полка, базировавшегося в Камышине. Владимир прослужил там полгода, проходя учебные сборы и тренировки, и оказался в числе примерно 150 военнослужащих, выразивших своё согласие отправиться в командировку на Северный Кавказ. В ноябре того же года он прибыл в Чечню, где прослужил четыре месяца (сначала на границе Дагестана, затем под Бамутом и в Таргиме). Он не говорил матери о том, что отправился в «горячую точку», ограничиваясь сообщениями о своём пребывании на учениях, однако мать узнала правду благодаря дяде Владимира, служившему в ФСБ.
В ходе кампании в Чечне Каманцев участвовал в одном из разведывательных выходов, когда его группа из 30 человек вступила в бой с охраной лагеря чеченских боевиков численностью 60 человек. Попавшие под обстрел бойцы преодолели 100 м, прежде чем атаковать лагерь; начальник разведки с 50 м ликвидировал караульных из бесшумного оружия, а его сослуживцы добили остальных. В качестве трофеев десантникам достались образцы стрелкового оружия, боеприпасы, военная форма стран НАТО и большой запас американских сигарет. Командир группы был награждён звездой Героя России, некоторые бойцы были отмечены медалью «За боевые заслуги». Каманцев надеялся после окончания командировки поступить в высшую школу ФСБ.

### Ранение
20 февраля 2000 года разведгруппа Каманцева попала в засаду под Шатоем: ночью бойцы, которые должны были встретиться в Ханкале с дружественными подразделениями, поднялись на гору при сильном ветре и спустились по северному склону, сделав привал. Спустя 15 минут после привала бойцы вступили в ночной бой против группы боевиков численностью от 30 до 40 человек. Начальник разведки получил по рации сообщение о том, что рядом находится дружественная группа и что во избежание огня по своим необходимо запустить зелёную ракету. Однако сообщение оказалось ловушкой: после того, как десантники запустили ракету, по их позициям был открыт прицельный огонь. Через 20 минут после начала боя боевики предложили бойцам сдаться, предложив им 5 минут на раздумье, а через минуту снова открыли огонь. Во избежание окружения бойцы стали уходить группами: один из офицеров, случайно свернув не на ту дорогу и попав на боевиков, сорвался с обрыва на камни, получив открытый перелом, но его вовремя эвакуировали.
В ходе боя Владимир был дважды ранен. Первая пуля, выпущенная пулемётчиком с края (с дистанции около 50 м), расцарапала Каманцеву спину, а при попытке сдвинуться он почувствовал, как ему пронзило левую ногу. Позже выяснилось, что пуля попала в бедро и повредила седалищный нерв, раздробив кость (по словам Владимира, было раздроблено «до 12 сантиметров»). Его подозвал к себе сослуживец-снайпер: когда Владимир полз к нему, вторая пуля попала в руку и перебила лучевую кость, из-за чего у Владимира до конца не могла выворачиваться рука. После второго ранения он потерял сознание, однако товарищи сумели вытащить его с поля боя, поднять его на гору и погрузить в бронетранспортёр, который увёз его к командующему южной группировки генералу Ашурову. Сам бой десантников длился три часа. В сознание Владимир пришёл примерно через шесть часов после ранения.
1 марта 2001 года полномочный представитель Президента РФ в Приволжском федеральном округе С. В. Кириенко, находившийся с рабочим визитом в Удмуртской Республике, приехал в военный госпиталь Министерства обороны РФ, где вручил рядовому Владимиру Каманцеву орден Мужества — за мужество и отвагу, проявленные в бою под Шатоем. С тех пор Каманцев ежегодно 2 августа вместе с сослуживцами собирался в Ижевске у памятника погибшим «афганцам».

### Реабилитация
20-летнему Каманцеву присвоили III группу инвалидности. Если ранение в руку не оказалось для него серьёзным, то в результате ранения в левую ногу пуля застряла в бедре сбоку и запаялась, что привело к нарушению циркуляции крови в ноге. Из-за этого по два раза в год (осенью и весной) у Владимира случались обострения. Врачи посчитали бессмысленным удалять пулю. Каманцев утверждает, что из-за пробитого седалищного нерва нога потеряла чувствительность, и на этом фоне у него развился остеомиелит: ситуация ухудшалась с каждым годом, поскольку возникали язвы и свищи. Лечение он проходил в больницах Владикавказа, Ижевска, Дагестана, Ростова-на-Дону, Москвы, Перми и Самары. За 10 лет он перенёс 20 операций, из которых 14 проводились под общим наркозом (в остальных случаях был местный наркоз). Поначалу Владимиру ампутировали один палец на ноге, через год второй, а ещё через год три оставшиеся. 
После ранения и лечения Владимир безуспешно пытался поступить в Удмуртский государственный университет на юридический факультет. В какой-то момент он подсел на наркотики и на протяжении 10 лет не мог избавиться от этой зависимости: предпосылкой к её возникновению было то, что он полгода в больнице прожил на пирамидоне. Из-за пристрастия к наркотикам с ним прекратила общаться мать, а сам Владимир несколько раз чуть не умер от передозировки. Чтобы получить дозу, Владимир искал любые средства и однажды даже продал ноутбук. Несколько раз милиция арестовывала его по обвинению в мелких кражах, но отпускала, предупреждая о возможности возбудить дело в случае повторного ареста. Владимир утверждал, что на фоне наркозависимости не видел смысла в дальнейшем своём существовании и даже готов был свести счёты с жизнью.
По совету школьного товарища Владимир обратился в протестантский реабилитационный центр «Благодать» в Санкт-Петербурге, где ему помогли избавиться от наркозависимости. Около полугода Каманцев провёл в монастыре в посёлке Саблино Тосненского района. Там он служил на кухне и готовил пищу для других пациентов центра, вместе с другими читал Библию под руководством духовного наставника, работал каптёрщиком и пилил дрова, а также начал писать стихи. Вскоре он принял самостоятельное решение об ампутации левой ноги во избежание развития гангрены: врачи Санкт-Петербургской военно-полевой хирургии ампутировали ему ногу по голень в феврале 2011 года, обеспечив ему при этом физическую возможность установить протез. На протезирование Каманцев ездил в реабилитационный центр «Русь»: замену протеза он, согласно интервью 2019 года, проводил каждые два года за счёт государства.

### Следж-хоккей
После окончания курсов реабилитации Владимир подумывал поступить в библейскую школу, выпускники которой обычно служили в монастыре или работали в реабилитационном центре. С директором центра он договорился, что оформит инвалидность, установит протез и затем вернётся в центр для принятия окончательного решения. В 2011 году, уже после возвращения в Ижевск Каманцев встретился со своим другом Наилем Зиятдиновым, заместителем председателя Фонда инвалидов и ветеранов войны Удмуртской Республики и ветераном войны в Афганистане: именно он помогал Каманцеву, возя его по больницам, где делали нужные Владимиру операции. Зиятдинов посоветовал ему заняться спортом и рекомендовал следж-хоккейный клуб «Удмуртия» в качестве примера, и Владимир принял это предложение, в чём его поддержал даже директор центра. В составе клуба он оказался в июне того же года: с момента перенесённой Каманцевым операции по ампутации и до его первой тренировки в составе «Удмуртии» прошло около четырёх месяцев.
Изучив правила игры, Каманцев приступил к тренировкам, в ходе которых три дня катался в поле, а затем встал в ворота по настоянию тренера и предложению одного из игроков. В первом же контрольном матче он пропустил 10 шайб, из-за чего подумывал даже уйти из спорта, однако тренеры позвали его на второй сбор. После звонка из реабилитационного центра и разговора с его директором Владимир решил продолжить заниматься хоккеем, рассчитывая попасть на сочинскую Паралимпиаду. Он выступал за удмуртскую команду под руководством тренеров О. Ю. Погодина и А. О. Алексеева, играя на позиции вратаря. На клубном уровне его наставником также был Александр Ларионов, а в сборной России — Сергей Самойлов. Уже после трёх месяцев упорных тренировок он стал игроком основы своего клуба и завоевал серебряные медали чемпионата России 2012 года в составе «Удмуртии», а в составе сборной России выиграл турнир группы B чемпионата мира, проходивший в Сербии с 12 по 17 ноября 2012 года. В финале российская сборная обыграла Швецию со счётом 1:0. В 2012 году он провёл матч против сборной США, в ходе которого по воротам Каманцева были нанесены рекордные для следж-хоккея 35 бросков (при среднем количестве бросков за матч от 15 до 20), из которых он отразил 31.
В канун Зимних Паралимпийских игр в Сочи 2014 года Каманцев из-за проблем со здоровьем перестал попадать в основу российской сборной, однако упорные тренировки в составе «Удмуртии» и убедительная игра в чемпионате России позволили ему попасть в команду. На играх он завоевал серебряную медаль в составе сборной России. Турнир для России начался неудачно с поражения от сборной Республики Корея, хотя в этом матче ворота защищал не Владимир Каманцев, а Михаил Иванов. На второй матч Каманцев вышел защищать ворота против сборной Италии, а Россия победила со счётом 7:0. В третьем матче команда одержала победу над сборной США со счётом 2:1, несмотря на то, что американцы постоянно атаковали и наносили броски по воротам при первой же возможности. Эта победа позволила команде России занять первое место в группе и сыграть в полуфинале против Норвегии, а не против выигравшей соседнюю группу Канады. В полуфинале Россия победила Норвегию 4:0, а в финале уступила сборной США 0:1. По словам Каманцева, американцы в финале играли от обороны и забросили шайбу, воспользовавшись ошибкой россиян: защитник повёл шайбу в среднюю зону, после чего американцы перехватили шайбу, оформили выход один на один и реализовали бросок. По ходу турнира Владимир отыграл в воротах сборной 180 минут, отразив за все матчи 40 бросков с общим личным результатом отражённых бросков 95,24 %. По словам Владимира, команда рассчитывала перед началом турнира побороться хотя бы за бронзовые медали, но перевыполнила план. На турнире за него болели его шестеро сослуживцев из его взвода, специально приехавшие на матчи Паралимпиады.
После Паралимпийских игр в Сочи сборная России завоевала в том же 2014 году золото и серебро турнира LAPP CUP в Чехии, в составе команды играл Каманцев. В апреле того же года он выиграл чемпионат России с «Удмуртией» и был признан лучшим вратарём чемпионата. В феврале 2015 года он выступил на Кубке четырёх наций в Канаде в составе российской сборной, заняв 2-е место: на турнире команда России впервые в истории обыграла Канаду. Осенью 2016 года вместе с товарищами в составе команды «Академия» из Московской области стал серебряным призёром Кубка Югры. На чемпионате мира 2017 года его сборная не выступала из-за дисквалификации Международным паралимпийским комитетом, но в том же году он выиграл LAPP CUP в чешском Злине. В 2021 году в составе второй сборной России занял 2-е место на Кубке Континента по следж-хоккею (победу одержал первый состав сборной России).

### Вне хоккея
В 2017 году Владимир Каманцев окончил спортивный факультет Ижевского государственного технического университета. В 2018 году он стал участником фотопроекта «Герои России, какими их не видел никто», который был организован Благотворительным фондом «Память поколений». Выставка фотопроекта открылась в 2019 году в ряде городов России, в том числе и в Ижевске. В 2020 году вышел документальный фильм Владимира Герчикова «Каманча и благодать» о жизненном пути Каманцева.
В настоящее время Владимир работает преподавателем Ижевского государственного технического университета и тренирует две детские команды — команду из детей с проблемами ментального развития и команду «Ижсталь» (Ижевск), составленную из незрячих игроков. Он занимает должность наставника Федерации адаптивного хоккея. 4 ноября 2023 года был назначен послом Удмуртской Республики на выставке «Россия», прошедшей в ВДНХ. По состоянию на 2024 год работал в реабилитационном центре «Дом Друзей» и получал специальность мануального терапевта.

## Особенности игры
На выбор Владимиром позиции голкипера, по его словам, повлияла фраза «Вратарь — это полкоманды», сказанная одним из игроков «Удмуртии». Каманцев характеризует голкипера как игрока с психологией, отличной от психологии полевого игрока; как разрушителя, который разрушает атаки противника. В интервью «Российской газете» в 2014 году он сказал, что не боится летящей шайбы: «Вот видите - Каманцев резко выбрасывает руку вперед, я моргаю - вы моргнули, а я бы в такой ситуации - нет».
В связи с близорукостью («-2») Владимиру приходилось надевать линзы перед каждым выходом на лёд, поскольку иначе он не мог разглядеть бросок от синей линии. На Паралимпиаде в Сочи после победы в матче группового этапа против США он, празднуя победу, случайно махнул клюшкой и выронил линзу: он так и не смог её найти, в связи с чем долго искал на следующий день в аптеках Сочи нужные линзы. С тех пор перед каждой игрой он брал запасные линзы, покупая иногда сразу по три пары.
На протяжении своей карьеры Владимир выступал под номером 20, который взял в честь Владислава Третьяка, также игравшего под этим номером. Из голкиперов КХЛ выделял Илью Ежова и Василия Кошечкина.

## Личная жизнь
Отец Владимира Анатолий Каманцев служил в пограничных войсках, окончил Высшую школу милиции, но из-за своего поведения в итоге вынужден был прекратить службу. Несколько раз попадал в тюрьму, позже начал выпивать и избивать друзей в состоянии алкогольного опьянения. В 2005 году его не стало. У Анатолия были старший брат и две сестры: только у Анатолия родился сын, а у остальных родились дочери. Мать — Наталья Германовна, в 1990-е годы работала на двух работах, чтобы прокормить семью. Дядя Владимира работал в ФСБ, и именно через него мать узнала о том, что Владимир убыл в Чечню.
Супруга Владимира — Анастасия, уроженка Томска, ранее была интернет-маркетологом, позже стала сертифицированным нутрициологом и консультантом по питанию. С ней Владимир познакомился в Интернете, когда Анастасия искала информацию о следж-хоккее (её однокурсник играл за следж-хоккейную команду «Югра»), и переписывался с ней через Skype, рассказывая ей о том, как проходили матчи чемпионата мира 2012 года. Вживую он встретился с Анастасией только после Паралимпийских игр. Летом 2014 года в Рузе Владимир сделал предложение Анастасии, свадьба состоялась 5 января 2015 года в Ижевске, за двое суток до отлёта Каманцева в Канаду на матчи сборной. Сыновья — Алексей (сын супруги от первого брака), Мирон (родился в апреле 2017 года) и Михаил. Алексей занялся боксом, изучал английский язык и игру на баяне, а Мирон увлёкся гимнастикой.
Владимир проживает с семьёй в Ижевске в двухкомнатной квартире, которую получил после завоевания серебряных медалей Паралимпийских игр в Сочи. Помимо квартиры, он получил внедорожник и большие денежные премиальные, которые потратил на строительство церкви. Он считает себя христианином с того момента, как прошёл реабилитацию в центре при монастыре, и сам регулярно выезжает в реабилитационные центры, где выступает в качестве мотивационного спикера. Почти всегда Владимир передвигается на протезе: исключением стал финал Паралимпиады, когда ему пришлось уходить в раздевалку на коляске, поскольку через микст-зону туда было долго идти на протезе.

## Достижения

### Командные
Чемпионат России по следж-хоккею
- Чемпион (2014)[16][20]
- Серебряный призёр (2011[21], 2012[22])

Чемпионат мира по следж-хоккею
- Победитель первенства группы B (2012)[3]

Зимние Паралимпийские игры
- Серебряный призёр (2014)[20]

Кубок четырёх наций
- Серебряный призёр (2015)[20]

Кубок LAPP CUP
- Чемпион и серебряный призёр[20] (2014)[8]
- Чемпион (2017)[5]

### Личные
- Лучший вратарь чемпионата России (2013/2014)[12][16]

## Награды
- Орден Мужества[1] (вручён 1 марта 2001 года)[10]
- Медаль ордена «За заслуги перед Отечеством» I степени (17 марта 2014 года) — за большой вклад в развитие физической культуры и спорта, высокие спортивные достижения на XI Паралимпийских зимних играх 2014 года в городе Сочи[23]
- Заслуженный мастер спорта России[1][23]